# Liste der Monuments historiques in Thiéry (Alpes-Maritimes)
Die Liste der Monuments historiques in Thiéry (Alpes-Maritimes) führt die Monuments historiques in der französischen Gemeinde Thiéry auf.

## Liste der Objekte
| Bezeichnung                     | Beschreibung                                                 | Standort | Kennzeichnung | Schutzstatus | Datum | Bild |
| ------------------------------- | ------------------------------------------------------------ | -------- | ------------- | ------------ | ----- | ---- |
| Gemälde Tod des heiligen Joseph | Ölgemälde von Jacques Bottero, 1693; in der Kirche St-Martin | (Lage)   | PM06001120    | Classé       | 1984  |      |